# Даніель Рамзаєр
Даніель Рамзаєр (29 липня 1963) — швейцарський вершник.
Срібний призер Олімпійських Ігор 1988 року в командній виїздці, учасник 2000, 2004 років.
Срібний призер Чемпіонату Європи з виїздки 1987 року в командній виїздці, бронзовий призер 1989 року в командній виїздці.
Бронзовий призер Чемпіонату світу з виїздки 1986 року в командній виїздці.
Бронзовий призер Всесвітніх ігор з кінного спорту 1990 року в командній виїздці.